# Þorbjörn öngull
Þorbjörn öngull Þórðarson (Thorbjörn Thordharson, apodado el garfio, 996-1031) fue un vikingo de Islandia en el siglo XI. Es un personaje de la saga de Grettir, conocido por ser la mano que ejecutó a Grettir Ásmundarson. Þorbjörn öngull tenía fama de matón y alborotador, la saga lo muestra como un «hombre grande y fuerte, difícil de tratar, y despiadado» y lo justifica por su madrastra, que trataba a todos los hijastros mal, pero a Þorbjörn peor, por su temperamento. Era nieto de Hjalti Þórðarson.
La historia del carácter áspero de Þorbjörn se inicia en su juventud, cuando estaba jugando a hnefatafl usando grandes piezas que se ajustaban al tablero con espigas; fue entonces cuando su madrastra advirtió que estaba distraído con el juego y consideró que estaba desperdiciando el tiempo y le llamó la atención, a lo que Þorbjörn öngull respondió con insolencia. La madrastra se precipitó hacia el joven, clavó una de las piezas en su mejilla, pero con mala fortuna y rompió la pieza de forma que perdió también un ojo al salir de la cuenca. La respuesta no se hizo esperar, respondió con tal violencia y mostrando toda su furia en una paliza que dejó a la mujer postrada y malherida en cama, donde murió poco después por las complicaciones de las heridas recibidas. Fue tras este suceso que Þorbjörn öngull se convirtió en un alborotador.
Su papel en la saga se centra en Grettir y su hermano Illugi, que se refugian en la isla de Drangey, en Skagafjörður, un lugar donde no faltaba agua y comida, pero sobre todo tenían seguridad. Solo había acceso a su zona con unas escaleras que guardaban en el interior, desde el exterior era imposible que alguien pudiera subir. Los bóndi locales habían utilizado la isla para llevar a pastar a sus ovejas, donde no había depredadores, a excepción de Grettir que dispuso de las ovejas a su antojo. Uno de los bóndi llevó el asunto a Þorbjörn öngull, que se propuso capturar y matar a Grettir, pero todos los intentos fueron repetidamente fallidos y demostró ser un cobarde y bravucón.  
Þorbjörn öngull logra abatir a un Grettir debilitado por la nigromancia rúnica de la hechicera Þuríður. Tras matar a Grettir, le cortó la cabeza y fue a mostrarla a su madre en Miðfjörður. Por las formas, mal aceptadas por la ley islandesa, fue declarado proscrito y sentenciado al destierro; primero fue a Noruega y posteriormente a Miklagard (Constantinopla) donde se unió a los varegos. Pero Þorsteinn drómundur, fue tras él en busca de venganza por la muerte de Grettir y finalmente logró su objetivo.